# Сент-Меріс (Айова)
Сент-Меріс (англ. St. Marys) — місто (англ. city) в США, в окрузі Воррен штату Айова. Населення — 108 осіб (2020).

## Географія
Сент-Меріс розташований за координатами 41°18′28″ пн. ш. 93°44′2″ зх. д. / 41.30778° пн. ш. 93.73389° зх. д. (41.307651, -93.733872).  За даними Бюро перепису населення США в 2010 році місто мало площу 0,36 км², уся площа — суходіл.

## Демографія
Згідно з переписом 2010 року, у місті мешкало 127 осіб у 42 домогосподарствах у складі 34 родин. Густота населення становила 351 особа/км².  Було 46 помешкань (127/км²).
Расовий склад населення:
| - 99,2 % — білих |

До двох чи більше рас належало 0,8 %. Частка іспаномовних становила 1,6 % від усіх жителів.
За віковим діапазоном населення розподілялося таким чином: 35,4 % — особи молодші 18 років, 56,7 % — особи у віці 18—64 років, 7,9 % — особи у віці 65 років та старші. Медіана віку мешканця становила 37,6 року. На 100 осіб жіночої статі у місті припадало 78,9 чоловіків;  на 100 жінок у віці від 18 років та старших — 74,5 чоловіків також старших 18 років.
Середній дохід на одне домашнє господарство  становив 70 041 долар США (медіана — 73 750), а середній дохід на одну сім'ю — 74 081 долар (медіана — 77 891). За межею бідності перебувало 9,4 % осіб, у тому числі 20,0 % дітей у віці до 18 років та 0,0 % осіб у віці 65 років та старших.
Цивільне працевлаштоване населення становило 73 особи. Основні галузі зайнятості: освіта, охорона здоров'я та соціальна допомога — 28,8 %, науковці, спеціалісти, менеджери — 19,2 %, будівництво — 16,4 %.